# Fort de Macchiatonda
Le fort de Macchiotonda (en italien : Forte di Macchiatonda ou Torre di Macchiatonda) est une fortification côtière située sur la côte tyrrhénienne de Capalbio en Toscane, juste à côté du lac de Burano.

## Histoire
Le complexe a été construit par les Espagnols sur la plage de Macchiatonda au XVIIe siècle, pour mettre en place le système défensif à l'extrémité sud de l'État des Présides.
Utilisé pour des fonctions de guet tout en apparaissant comme une ferme résidentielle, le fort a été désaffecté dans la première moitié du XIXe siècle, lorsque toute la zone est devenue une partie du grand-duché de Toscane et que les risques d'éventuelles actions de pirates avaient désormais cessé.
Depuis lors, le complexe a subi une longue période de dégradation. Au cours de l'été 1969, le fort a servi de décor au film de Marco Ferreri, La Semence de l'homme. En visionnant le film, il est intéressant de constater l'état d'érosion de la plage qui s'est déroulé pendant quarante ans, ainsi que la détérioration générale des structures murales du bâtiment.

## Description
Le fort de Macchiatonda ressemble à un bâtiment quadrangulaire divisé en deux niveaux. L'aspect légèrement fortifié est donné à l'ensemble par les quatre piliers angulaires obliques qui semblent esquisser les sommets d'une base inclinée inexistante au premier niveau, où s'ouvrent les portails d'entrée architravés pour accéder à l'intérieur de la structure. Au niveau supérieur, quelques fenêtres quadrangulaires longent les murs recouverts de plâtre. La partie supérieure, sans couronnes, se termine par un toit à quatre versants.